# Idrossilisina
L'idrossilisina è un amminoacido la cui formula chimica è C6H14N2O3; venne individuata per la prima volta da Donald Van Slyke nel 1921 sotto la forma 5-idrossilisina.
Deriva dalla modificazione post-traduzionale di un gruppo ossidrilico della lisina ed è conosciuta soprattutto per essere una delle componenti delle fibre di collagene.
Viene biosintetizzata dall'enzima procollagene-lisina 5-diossigenasi; la sua forma più comune è lo stereoisomero 5R, presente nel collagene.